# Блыдни
Блыдни (укр. Блидні) — село в Полонском районе Хмельницкой области Украины.
Население по переписи 2001 года составляло 173 человека. Почтовый индекс — 30514. Телефонный код — 3843. Занимает площадь 0,527 км².

## Местный совет
30514, Хмельницкая обл., Полонский р-н, с. Котюржинцы, ул. Л. Войтюк, 2